# Ethiopische birr
De birr is de munteenheid van Ethiopië. Eén birr bestaat uit honderd santim.
De birr wordt uitgebracht in munten van 1, 5, 10, 25 en 50 santim en 1 birr en bankbiljetten van 1, 5, 10, 50, 100 en 200 birr. In het Amhaars (taal van Ethiopië) betekent birr zilver. In het Engels werd de munt tot 1976 'dollar' genoemd.
De munt werd ingevoerd in 1894 onder Keizer Menelik II.

## Bankbiljetten
| Waarde (S/.) | Voorzijde | Achterzijde |
| ------------ | --------- | ----------- |
| 1 birr       |           |             |
| 5 birr       |           |             |
| 10 birr      |           |             |
| 50 birr      |           |             |
| 100 birr     |           |             |
| 200 birr     |           |             |

## Wisselkoersbeleid
Op 29 juli 2024 besloot de centrale bank van Ethiopië niet langer een vaste wisselkoers te hanteren voor de birr, maar om de munt te laten zweven. Op vrijdag 26 juli 2024 was de koers 57,48 birr ten opzichte van een Amerikaanse dollar, maar na het besluit werd de birr 30% minder waard en op maandag 29 juli handelde het op 74,73 birr voor een dollar. Het land kampt met een oplopende inflatie en een zware schuldenlast, met deze maatregel neemt de kans op financiële steun van het Internationaal Monetair Fonds (IMF) toe. De birr is daarna verder verzwakt. 